# Fernanda Schneider
Fernanda Luisa Assumpção Santos Schneider (Rio de Janeiro, 2 de abril de 2002), também conhecida como Fefe, é uma atriz, youtuber, influenciadora digital, modelo e escritora brasileira. Iniciou sua carreira de modelo aos 9 anos e publicou seu primeiro livro aos 10 anos. Ganhou destaque por sua personagem no longa-metragem O Segredo de Sara em 2020. Atualmente é uma das maiores criadoras de conteúdo do país, com quase 16 milhões de seguidores no TikTok, produzindo vídeos sobre crimes, situações paranormais e curiosidades.

## Biografia
Nascida no Rio de Janeiro, Fefe cresceu em Niterói, cidade vizinha, até 2019, quando se mudou para Fort Laudardale, cidade da Flórida, nos Estados Unidos, com a mãe e o padrasto. Em 2021, retornou ao Brasil e, atualmente, mora em São Paulo.
Batizada como Fernanda Luisa Assumpção Santos, Fefe adotou um dos sobrenomes do pai para seu nome artístico, assinando Fernanda Schneider.

## Vida pessoal
Em 2021, Fernanda iniciou um relacionamento com o influenciador norte-americano Walker. O casal se separou 8 meses depois. Atualmente, namora o empresário Ricardo Mendes.

## Filmografia

### Televisão
| Ano  | Título                       | Papel           | Notas  |
| ---- | ---------------------------- | --------------- | ------ |
| 2022 | As Seguidoras                | Flora Canholato | [ 9 ]  |
| 2023 | Tudo Igual... SQN            | Fernanda        | [ 10 ] |
| 2026 | Mamonas Assassinas - A Série | Adriana         | [ 11 ] |

### Cinema
| Ano  | Título                       | Papel             | Notas         |
| ---- | ---------------------------- | ----------------- | ------------- |
| 2020 | O Segredo de Sara            | Eurides (Dicinha) | [ 12 ]        |
| 2022 | Ilhados                      | Sofia             | [ 13 ] [ 14 ] |
| 2023 | Avassaladoras                | Isabel (Bebel)    | [ 15 ]        |
| 2023 | Mamonas Assassinas - O Filme | Adriana           | [ 16 ]        |